# Carl Richter
Carl August Konstantin Richter, född 3 juli 1885 i Kristianstad, död 25 december 1940 i Stockholm, var en svensk operasångare (baryton).
Richter tjänstgjorde som e.o. postexpeditör 1906–1916, studerade sång för Agnes Ekholm i Stockholm 1907–1911, vidare för Gillis Bratt och 1922 för V.M. Vanzo i Milano. Efter debuter på Kungliga teatern i Stockholm som Amonasro i Aida 1911, fursten i Izeyl och Wolfram von Eschenbach i Tannhäuser 1913 anställdes han 1915 vid denna operascen, vars bärande krafter han tillhörde fram till 1939.
Andra betydande roller, som han uppbar, var Almaviva i Figaros bröllop, Scarpia i Tosca, Eugen Onegin, Amfortas i Parsifal, Macbeth, Orestes i Ifigenia på Tauris, Rigoletto, Escamillo i Carmen, Marcel i La Bohème, Luna i Trubaduren, Simeon i Josef i Egypten, Valentin i Faust, Francesco i La Gioconda, Don Giovanni, Jago i Otello samt slutligen Arnljot. Han gjorde gästspel i Hamburg 1917 och i Berlin 1926 samt konserter 1922 i Wien, München och Dresden, varjämte han uppträdde på konserter i Stockholm. Han medverkade även i Madama Butterfly när den gavs i Söderhamn 1929. Richter är begravd på Skogskyrkogården i Stockholm.